# Argyrodes sublimis
Argyrodes sublimis là một loài nhện trong họ Theridiidae.
Loài này thuộc chi Argyrodes. Argyrodes sublimis được Ludwig Carl Christian Koch miêu tả năm 1872.